# Diecast
I Diecast sono un gruppo musicale alternative metal statunitense, formato nel 1996 a Boston, MA.

## Storia
Formatisi nel 1996, i Diecast erano originariamente composti da Colin Schleifer, Nassim Rizvi, Jeremy Wooden e Jason Costa.
Nel 1997 il gruppo registrò alcune demo, inserite nel demo Perpetual War, e pubblicò l'album Undo the Wicked con l'etichetta Samson Music nel 1999.
Grazie all'attenzione ricevuta da Undo the Wicked, il gruppo firmò un contratto con la Now or Never Records. Dopo l'uscita dal gruppo di Mehdy Rad alla fine del 2000, il gruppo pubblicò l'album Day of Reckoning, prodotto da Paul Trust, il 13 febbraio 2001. Il gruppo intraprese un tour, con Kirk Kolaitis in sostituzione a Rad, toccando varie città del Nord America al fianco di All Out War, Dying Fetus, Napalm Death, Alice Cooper e The Cult.
Alla fine del 2002, dopo aver supportato il "God Hates Us All Tour" degli Slayer, il gruppo decise di tornare in studio e concentrarsi alla stesura del terzo album. La registrazione del terzo lavoro del gruppo venne rallentata a causa di dissensi tra i componenti del gruppo e problemi con l'etichetta discografica. In questo periodo, il vocalist Colin Schleifer lasciò il gruppo e venne sostituito da Paul Stoddard.
Nel 2003 il gruppo firmò un contratto con la Century Media Records e nel 2004 entrò in studio con in produttore Paul Trust. Il 19 ottobre 2004 il gruppo pubblicò Tearing Down Your Blue Sky.
Nel 2005, la Century Media Records ripubblicò Day of Reckoning, con una traccia bonus e nel 2006 l'etichetta ripubblicò Tearing Down Your Blue Sky, con l'aggiunta di tre tracce, tra cui una cover di Raining Blood degli Slayer.
Nel 2007, Jason Costa lasciò il gruppo per unirsi agli All That Remains e venne sostituito dal batterista dei Tantrumn Dennis Pavia.
Il 16 maggio 2006 Paul Stoddard annunciò che anche Jeremy Wooden aveva lasciato il gruppo. In sua sostituzione, entrò a far parte del gruppo Brad Horion. Una settimana dopo, il gruppo entrò in studio con il produttore Zeuss.
Il 19 settembre 2006, il gruppo pubblicò Internal Revolution, seguito il 18 ottobre dal singolo Fade Away e dal videoclip per il singolo, diretto da David Brodsky Nella prima settimana di vendita Internal Revolution vendette 1246 copie, stando a Nielsen SoundScan.
Nel 2008, il gruppo sciolse il contratto con la Century Media e registrò un demo da quattro tracce. Due delle tracce, Disconnect e Sanctified, sono state pubblicate dal gruppo su MySpace. All'inizio del 2009, il gruppo annunciò Eddie Barton come nuovo bassista.
Nell'agosto 2012, venne annunciato che il gruppo stava registrando il quinto album in studio. Nel dicembre 2013, le registrazioni dell'album vennero bloccate a causa di problemi finanziari e ricominciarono a febbraio 2014. Nell'aprile 2014, il gruppo stabilì la data di uscita dell'album per il 2015.

## Formazione

### Formazione attuale
- Paul Stoddard – voce (2003–presente)
- Jonathan Kita – chitarra solista (1999–present)
- Tyler Stroetzel – chitarra ritmica (2013–present)
- Eddie Barton – basso (2008–presente)
- Dennis Pavia – batteria (2006–presente)

### Ex componenti
- Nassim Rizvi – chitarra solista (1996–1999)
- Mehdy Rad – chitarra (2000)
- Colin Schleifer – voce (1996–2003)
- Jeremy Wooden – basso (1996–2006)
- Jason Costa – batteria (1996–2006)
- Dave McGuire – chitarra ritmica (1998–2000)
- Jimmy Bonasoro – chitarra ritmica (2000–2001)
- Kirk Kolaitis – chitarra ritmica (2001–2011)
- Brad Horion – basso (2006–2008)

### Turnisti
- Buz McGrath – chitarra (1998)
- Brian Silvia – basso (2006)

## Discografia

### Demo
- 1997 – Perpetual War
- 1999 – Sampler
- 2000 - Sampler

### Album in studio
- 1998 – Undo the Wicked
- 2001 – Day of Reckoning
- 2004 – Tearing Down Your Blue Skies
- 2006 – Internal Revolution

### EP
- 2004 - Revolver/Tearing Down Your Blue Skies (split con Revolver)
- 2004 - Tearing Down Your Blue Skies/Antigone (split con Heaven Shall Burn)

### Singoli
- 2006 - Fade Away
- 2006 - Nothing I Could Say
- 2006 - Song Sampler